# Chutir-Mychajliwśkyj
Chutir-Mychajliwśkyj (ukr. Хутір-Михайлівський) – miasto na Ukrainie w obwodzie sumskim. Ośrodek przemysłu spożywczego.
Węzeł kolejowy.

## Historia
Status miasta posiada od 1962 roku.
W 1989 liczyła 7 459 mieszkańców.
W 2013 liczyła 5 031 mieszkańców.
W 2019 liczyła 4713 mieszkańców.